# Рангел Вълчанов
Рангел Петров Вълчанов е български режисьор, сценарист и актьор.

## Биография
Роден е на 12 октомври 1928 г. в село Кривина край София. Завършва театрална режисура при професор Боян Дановски във ВИТИЗ „Кръстьо Сарафов“ (1953). Работи в Студия за игрални филми „Бояна“ от 1952 година като асистент-режисьор и режисьор. Член е на Европейската филмова академия и народен артист.
Широко известни с оригиналността на художественото му мислене са филмите му „Инспекторът и нощта“, „Вълчицата“. От 1970 до 1972 година работи в Чехословакия, където заснема „Лице под маска“ и „Шанс“. После отново в България продължава да изненадва с нестандартните си решения в „Следователят и гората“, „Лачените обувки на незнайния воин“, „За къде пътувате?“, „А сега накъде?“.
През юли 2006 година започва работа по продължение на филма „А сега накъде?“ със заглавие „А днес накъде?“. Избран е за филмов режисьор номер 1 на България през XX век. На 9 октомври 2012 година е избран за действителен член на Българската академия на науките.
Рангел Вълчанов умира на 30 септември 2013 година.

## Памет
На Рангел Вълчанов е наречена улица в квартал „Кръстова вада“ в София (Карта).

## Отличия
- През 1999 г. е удостоен с орден „Стара планина“.[5]
- През 2008 г. е отличен с Държавна награда „Св. Паисий Хилендарски“[6]
- На 4 ноември 2008 г. е удостоен с орден „Св. св. Кирил и Методий“.[7]

## Филмография

### Като режисьор
| Година | Филми                             | Копродукции             |                                                                                  |
| ------ | --------------------------------- | ----------------------- | -------------------------------------------------------------------------------- |
| 2006   | А днес накъде?                    |                         |                                                                                  |
| 2003   | Изстрели в Храма на Удоволствията |                         | – документален                                                                   |
| 1993   | Фатална нежност                   |                         |                                                                                  |
| 1990   | Немирната птица любов             |                         |                                                                                  |
| 1990   | А сега накъде?                    |                         |                                                                                  |
| 1986   | За къде пътувате                  |                         |                                                                                  |
| 1983   | Последни желания                  |                         |                                                                                  |
| 1979   | Лачените обувки на незнайния воин |                         |                                                                                  |
| 1978   | С любов и нежност                 |                         |                                                                                  |
| 1976   | Следователят и гората             |                         |                                                                                  |
| 1973   | Бягство в Ропотамо                |                         |                                                                                  |
| 1972   | Шанс                              |                         |                                                                                  |
| 1970   | Лице под маска                    | България / Чехословакия |                                                                                  |
| 1970   | Езоп                              | България / Чехословакия |                                                                                  |
| 1967   | Пътешествие между два бряга       |                         |                                                                                  |
| 1965   | Вълчицата                         |                         |                                                                                  |
| 1963   | Инспекторът и нощта               |                         |                                                                                  |
| 1962   | Слънцето и сянката                |                         | - отличия в Сан Франциско, Лос Аламос, Карлови Вари, Москва, Мелбърн и Кан.      |
| 1958   | На малкия остров                  |                         | - втора награда за режисура на кинофестивала в Прага и почетен диплом в Мелбърн. |

### Като сценарист
| Година | Филми                              |
| ------ | ---------------------------------- |
| 1993   | Фатална нежност                    |
| 1990   | Немирната птица любов              |
| 1990   | А сега накъде?                     |
| 1986   | За къде пътувате                   |
| 1983   | Последни желания – с Миряна Башева |
| 1979   | Лачените обувки на незнайния воин  |
| 1967   | Пътешествие между два бряга        |
| 1965   | Вълчицата                          |

### Като актьор
| Година | Филми и Сериали                                          | Серии | Копродукции             | Роля                       |
| ------ | -------------------------------------------------------- | ----- | ----------------------- | -------------------------- |
| 2009   | Раци                                                     |       |                         |                            |
| 2004   | Откраднати очи                                           |       | България / Турция       | луд                        |
| 2002   | Рапсодия в бяло                                          |       |                         | председателят на комисията |
| 1997   | Рекет – („Il Racket“) Гражданинът въстава – (2 заглавие) | 6     | Италия                  |                            |
| 1993   | Нещо във въздуха                                         |       |                         | продавач на шапки          |
| 1990   | Немирната птица любов                                    |       |                         | архиепископ                |
| 1990   | Карнавалът                                               |       |                         | режисьорът                 |
| 1979   | Лачените обувки на незнайния воин                        |       |                         | Рангел Вълчанов            |
| 1979   | Двойникът                                                |       |                         |                            |
| 1970   | Езоп                                                     |       | България / Чехословакия | участник в хора            |
| 1966   | Джеси Джеймс срещу Локум Шекеров                         |       |                         |                            |
| 1964   | Невероятна история                                       |       |                         | Зарков                     |
| 1963   | Търси се спомен                                          |       |                         | чете текста                |
| 1962   | Слънцето и сянката                                       |       |                         | човек на плажа             |
| 1956   | Две победи                                               |       |                         | Ламби Бушона               |
| 1956   | Димитровградци                                           |       |                         |                            |
| 1956   | Екипажът на „Надежда“                                    |       |                         | моряк                      |
| 1955   | Точка първа                                              |       |                         | участник във филма         |
| 1954   | Песен за човека                                          |       |                         | Лесев                      |
| 1951   | Утро над родината                                        |       |                         | Стойчев                    |
| 1950   | Тревога                                                  |       |                         | Бойко                      |